# 岡山理科大学附属中学校・高等学校
岡山理科大学附属中学校・高等学校（おかやまりかだいがくふぞくちゅうがっこう・こうとうがっこう、英字表記:Okayama University of Science High School、英略称:OUSHS) は、岡山県岡山市北区理大町にある私立中学校・高等学校である。経営は学校法人加計学園で本部も同敷地内に置かれている。岡山理科大学の附属学校であり、これを頂点とする「加計学園系列学校」の一つ。
通称は中学・高校共通で「岡理」「岡山理大附（理大附）」であるが、高校側に限定した場合には「理大高」「理大附高」、中学側に限定した場合は「理大中」「理大附中」「理中」などの通称が使われる事もある。意識的に中学高校の双方を総する事を強調する場合には「理大附中高」の通称も用いられる。なお、岡山県内で単に「附中」とすると岡大附中を指す。

## 沿革

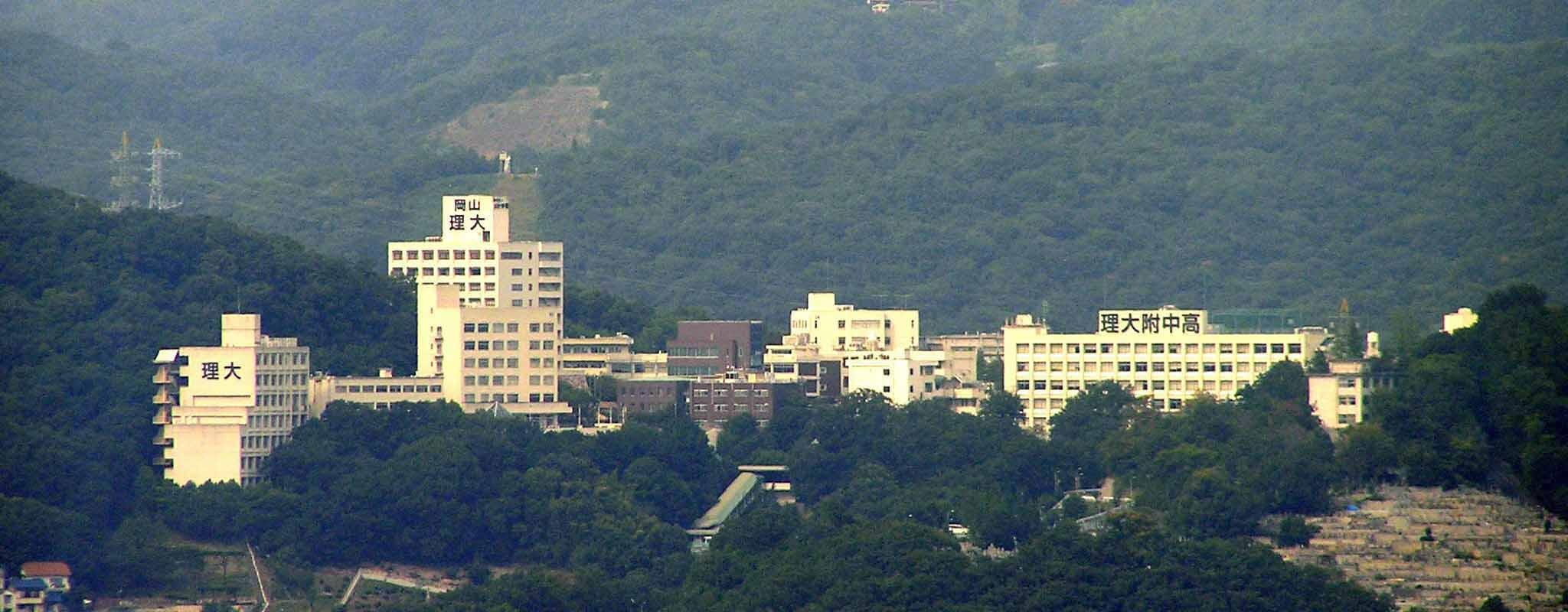
半田山中腹に並ぶ加計学園の校舎群

- 1961年9月 - 学校法人加計学園 認可。岡山電機工業高等学校（岡山理大附高の前身）設立（電気科、電子工業科の2科編成）。
- 1962年4月 - 開校
- 1964年2月 - 岡山理科大学設立認可。校名を現在のものに改称。
  - 同年4月 - 岡山理科大学設立開校。大学進学を目的とした普通科（現在の普通コース）と工業化学科を新設
- 1965年4月 - 機械科を新設。
- 1966年2月 - 電子工業科を電子科に改称。
- 1970年4月 - 電子計算機科を新設
- 1971年3月 - 工業化学科を廃止。
- 1977年9月 - 普通科・体育コースを新設
- 1982年4月 - 通常の普通科（普通学級）を普通コースに改称。普通科・英数コースを新設
- 1985年4月 - 笹ヶ瀬校舎新設。体育コースを移し笹ヶ瀬分校とする
- 1986年4月 - 電子計算機科を情報科と改称
- 1987年4月 - 普通科・英数コースを理大コースに改称
- 1992年4月 - 電子科を電子情報科に改称（後に情報科に統合）
- 1993年4月 - 普通科に特別進学コースを新設
- 1996年4月 - 学校制服を男女ともブレザー（コシノジュンコ）にモデルチェンジ[3]
- 1998年4月 - 普通コースに情報クラスを新設
- 1999年4月 - 普通コースにデザインクラスを新設
  - 同年8月 - 野球部全国高等学校野球選手権大会（夏の甲子園大会）第81回大会、岡山県勢初の準優勝
- 2000年4月 - 通信制課程開設
- 2002年4月 - 岡山理科大学附属中学校 設立・開学
- 2003年4月 - 笹ヶ瀬分校廃止、体育コースを本校に移譲する
- 2005年4月 - 高等学校普通科に中高一貫コースを新設。中高一貫カリキュラムが本格化。
- 2006年4月 - 情報クラス・デザインクラスを再編成し「情報・デザインコース」を新設。
  - 同年同月 - 理大コースを進学理大コースと改め、受験学校幅を広げた高度カリキュラムに変更。
- 2015年4月 - 教育学科新設。高等学校としては全国初となる学科である。
- 2019年3月 - 通信制課程の新入生募集停止[4]。
- 2019年4月 - 学校制服を現デザイン（BEAMS SCHOOL product by KANKO）にモデルチェンジ
- 2019年４月  -高等学校専門科を廃止し、普通科4コース及び中高一貫コース、通信科課程で再編
- 2020年4月　-普通科に国際バカロレアコースを新設
- 2024年3月　-中高一貫コースが廃止され、SRクラスとして、再編。

## 学科編成

### 中学校
SRクラス
3年間コース
目標：難関県立高校を目指すルート
3年間教育ルートでは、県立高校入試対策講座を中心に、外部受験を積極的にサポート。県立高校受験者にも附属高校への進学が原則保障されているため、第１志望校に全力で挑戦できます。
6年間コース(旧中高一貫コースに類似)
目標：難関国公立大学を目指すルート
6年間教育ルートでは、新大学入試に完全対応したカリキュラムやサポート体制のもと、国公立大学や難関私立大学を目指します。
10年間コース(一部旧理大コースに類似)
目標：探究活動を極めるルート
10年間ルートでは、中学入学時点で岡山理科大学などの関連校への進学を原則保障することで、過度な知識詰め込み学習を回避し、自分の興味・関心を探究することができます。

### 高等学校
- グローバルサイエンスコース（特別進学（医・獣・薬）クラス）
医師、獣医師、薬剤師または難関大学理系学部への進学をめざすクラスです。

- グローバルサイエンスコース（進学（文・理)クラス

　　文系・理系を問わず進路に合わせて科目が選択できる。国公立大学、関連大学をはじめとする私立大学へのの進学を目指す。　　　　　　　　　　　　　　　　　　　　　　　　　　　　　　　　　　　　　　　　　
- 総合進学コース
アニメデザイン系、生物動物系、ものづくり系、総合進学系の4つの系統に分かれているコース。2年次に系統を選択

- 国際バカロレアコース

IBでは国際的な教養を身につけた優秀な人材を育成するコース。
- スポーツサイエンスコース

　　健康科学（運動学など）やトレーニングの理論を学習し、スポーツ科学実習で得たデータを分析することで、科学的根拠に基づいたトレーニング方法を自ら考え取り組んでいきます。
- 通信制課程（Hybrid school)
全国を対象とする通信制高校。Hybrid　schoolとは今までの学び方とこれからの学び方の双方を取り入れた教育。

## 建学の精神
- 「生徒各自が持っている能力を、それぞれの適性に応じて最高度に開発し、明日の学問を修得するに足る基礎知識の涵養につとめ、十分な知力と豊かな情緒を持つ、調和ある人間を形成する」としている。

### 校訓
以下の言葉が生徒心得たる「校訓」に掲げられている。
- 自主
- 努力
- 友愛

### 教育理念
「一人一人の能力を最大限に引き出し伸ばすとともに、自ら学び自ら考える人間を育てる教育」を旗印に、重点的な教育方針として以下の目標を掲げている。
- 確かな学力を育成する教育
- 感性豊かな生徒を育てる教育
- 国際感覚を養う教育

## 著名な出身者

### 野球
- 森廣二（元千葉ロッテマリーンズ-中日ドラゴンズ・投手。ドラフト指名2位）
- 岡本直也（元横浜ベイスターズ-メキシコシティ・レッドデビルズ・投手。ドラフト指名4位。第81回甲子園大会、決勝投手(控)）
- 西川雅人（元オリックス・バファローズ投手）軟式野球部出身
- 髙田知季（元福岡ソフトバンクホークス内野手）
- 九里亜蓮（オリックス・バファローズ投手）
- 薮田和樹（広島東洋カープ投手）
- 柴田竜拓（横浜DeNAベイスターズ内野手）
- 藤岡裕大（千葉ロッテマリーンズ内野手）
- 頓宮裕真（オリックス・バファローズ内野手）
- 河本泰浩（NTT西日本硬式野球部監督）

### ソフトテニス
- 大橋元司 1990アジア競技大会ダブルス金メダル
- 小林幸司 2013東アジア競技大会ダブルス金メダル
- 長江光一 2013東アジア競技大会シングルス、ミックスダブルス金メダル
- 上松俊貴 2016アジア選手権ダブルス金メダル

### サッカー
- 土田尚史（元浦和レッドダイヤモンズ選手。現ゴールキーパーコーチ）
- 藤定孝章（ファジアーノ岡山選手。MF）
- 妹尾隆佑（ファジアーノ岡山FC選手）

### 格闘
- 田村潔司（格闘家、プロレスラー）
- 高見藤英希（大相撲力士）

### その他スポーツ
- 田中刑事（フィギュアスケート選手）
- 川畑夏希（元岡山シーガルズ選手）
- 桑木志帆（プロゴルファー）
- 斎藤伎海（ハンドボール選手 ゴールデンウルヴス福岡）
- 三宅咲綺（フィギュアスケート選手）

### 芸能
- 梶原善（俳優）
- 松井香（女優『週刊ヤングジャンプ』第5回全国女子高生制服コレクション・第1期ワンギャル）
- JOY （ファッションモデル、タレント） - 通信制課程を卒業

## 系列大学・短期大学
これらの大学では理大附高に対して「関連校入試」が開かれており、より有利な条件で以下の学校に進学することができる。ただし、そのためには校内指定条件（学業評定平均値と数回に亙る学内進学選抜試験）をクリアすることが必須となっている。付属高校ではあるが、いわゆる完全エスカレーター方式は採用しておらず、一種の半エスカレーター方式となっている。

### 学校法人加計学園
- 岡山理科大学（岡山県岡山市北区）
- 倉敷芸術科学大学（岡山県倉敷市）
- 千葉科学大学（千葉県銚子市）等

### 学校法人 順正学園
- 吉備国際大学（岡山県高梁市）
- 吉備国際大学短期大学部（岡山県高梁市）
- 九州保健福祉大学（宮崎県延岡市）

## 部活動
ソフトテニス（軟式テニス）が全国屈指の強豪である。卒業生の活躍も目覚ましく日本代表を輩出し、国際タイトルも多数獲得している。

### ソフトテニス部
- 2007インターハイ　個人優勝（太田・柴田）
- 2016インターハイ　個人優勝（本倉・上松）　団体ベスト８
- 2018インターハイ　団体ベスト８
- 2019インターハイ　団体ベスト16

### 野球部
1962年に創部。1980年春（第52回）にて全国大会への初出場を果たす。以降、春の選抜大会に5回、夏の全国選手権に5回の全国大会出場を果たしており、1999年夏（第81回）に岡山県勢初の全国選手権決勝進出および準優勝という成果を叩き出した。岡山県の高校野球においては歴史の浅さから伝統校・強豪校と見なされる事は少ないが、1990年代以降、県大会・地方大会のシード枠を獲得する機会の多い新興校として知られる。

#### 高校野球全国大会出場歴
- 1980年 : 第52回選抜高等学校野球大会
- 1980年 : 第62回全国高等学校野球選手権大会
- 1981年 : 第53回選抜高等学校野球大会
- 1994年 : 第66回選抜高等学校野球大会
- 1998年 : 第70回選抜高等学校野球大会
- 1999年 : 第81回全国高等学校野球選手権大会 （準優勝）
- 2000年 : 第82回全国高等学校野球選手権大会
- 2004年 : 第86回全国高等学校野球選手権大会
- 2007年 : 第89回全国高等学校野球選手権大会
- 2015年 : 第87回選抜高等学校野球大会

### その他の部活動
サッカー部は、第79回全国高等学校サッカー選手権大会に出場した。
女子バレーボール部は、2013年インターハイや第66回春の高校バレーに出場した。
相撲部は全国高等学校相撲選抜大会個人優勝1回・団体3位1回、全国高等学校総合体育大会相撲競技大会ベスト8を2回の実力校である。もっとも、2011年度以降は他に高校相撲部の加盟校が県内に存在しないことから県予選不戦勝で全国大会への出場を続けており、2021年には部員不足等の窮状が産経新聞で報道された。
※中学の部活動に関しては、場合により附属高校に在籍する競技・部活動上の先輩や部活指導者（高校部活動顧問および監督）の指導を受ける事が出来る。

## アクセス
- JR津山線「法界院駅」より徒歩で25分。
- JR岡山駅西口より岡電バス岡山理科大学線岡山理科大学下車で20分（210円）。
- JR岡山駅東口より岡電バス江道線理科大学東門下車で30分（210円）。
天満屋経由する為、西口発より時間がかかる。
- JR岡山駅東口より岡電バス妙善寺行き「保育所前」バス停より徒歩20分。
こちら側からは住宅地を抜けてなだらかな坂を上る。
この坂はその形状（終盤になると蛇のようにうねる）から通学生徒より「まむし坂」と呼ばれている。
- JR岡山駅東口より岡電バス三野行き、もしくは宇野バス美作線「植物園前」バス停より徒歩20分。
こちら側からは津山線踏切を越え、植物園と墓地の間にある坂を上る。
この坂はその勾配の角度（平均斜度35～40度程度）とそれによるスタミナ消費から通学生徒より「地獄坂」と呼ばれている。

### 周辺スポット
- 岡山大学本部津島キャンパス
- シティライトスタジアム（愛称：桃太郎スタジアム / 旧称：kankoスタジアム）
- 岡山放送
- 半田山
岡山市半田から津島地区を経由し津島笹ヶ瀬まで続く小高い丘。正式名称はダイミ山。
しかし、地元住民には半田山で通る。実質、学校法人加計学園の本拠。
- 陸上自衛隊・三軒屋駐屯地
- 法界院
- 岡山市半田山植物園
- 三野浄水場
岡山市水道局の浄水場。旭川から水をくみ上げている。